# Lüchow
Lüchow è un comune di 291 abitanti dello Schleswig-Holstein, in Germania.

Appartiene al circondario (Kreis) del ducato di Lauenburg (targa RZ) ed è parte della comunità amministrativa di Sandesneben-Nusse.